# Melvin Calvin
Melvin Calvin (n. 8 aprilie 1911, Saint Paul, Minnesota, SUA – d. 8 ianuarie 1997, Berkeley, California, SUA) a fost un chimist evreu-american, laureat al Premiului Nobel pentru chimie (1961) pentru elucidarea mecanismului fotosintezei. În 1959, Melvin Calvin a fost ales membru al Academiei Leopoldine.

## Legături externe
- Melvin Calvin[nefuncțională]
, 22 noiembrie 2008, Jurnalul Național